# Landgraafschap Hessen-Marburg
Het landgraafschap Hessen-Marburg  of Opper-Hessen was het gebied rond Marburg, Gießen, Nidda en Eppstein dat ontstond bij de verdeling van het landgraafschap Hessen na de dood van landgraaf Filips I van Hessen in 1567.
Na de dood van landgraaf Filips I in 1567 werd het landgraafschap Hessen door zijn vier zoons verdeeld in het Brüdervergleich waarbij Lodewijk IV Opper-Hessen en Hessen-Marburg kreeg.
Na het uitsterven van Hessen-Rheinfels in 1583 werd het gebied verdeeld onder de overgebleven drie takken. Lißberg, Ulrichstein en Itter kwamen daarbij aan Hessen-Marburg.
De tak Hessen-Marburg stierf al uit in 1604 met de dood van de kinderloze landgraaf Lodewijk IV waarna een erfstrijd tussen Hessen-Kassel en Hessen-Darmstadt uitbrak, die grotendeels samenviel met de Dertigjarige Oorlog. In 1623 deed de Rijkshofraad uitspraak in de strijd, waarna de beide landgraven in 1627 het hoofdakkoord sloten. In 1644 erkende Kassel het akkoord niet langer. Uiteindelijk werd op 14 april 1648 het eenheidsverdrag gesloten, waarin het hoofdakkoord werd opgeheven en het grootste deel verenigd werd met Hessen-Kassel. Alleen het deel van Opper-Hessen rond Giessen en het zogenaamde Hinterland kwamen aan Hessen-Darmstadt.